# Henry Larcom Abbot
Pour les articles homonymes, voir Abbot.
Henry Larcom Abbot est un général américain et un ingénieur topographe, né le 13 août 1831 à Beverly, comté d'Essex, dans le Massachusetts et mort le 10 octobre 1927 à Cambridge, comté de Middlesex, dans le Massachusetts. Il est inhumé dans la même localité, au cimetière du Mont Auburn. 

## Famille
Henry Larcom Abbot est le fils de Joseph Hall Abbot et de Fanny Ellingwood Larcom. Il se marie le 2 avril 1856 avec Mary Susan Everett qui meurt le 13 mars 1897 à l'âge de 39 ans. Quatre enfants naissent de leur union, 2 filles et 2 garçons. L'aîné, Frédéric Vaughan Abbot sort diplômé de West Point, major de sa promotion.

## Avant la guerre
Henry Larcom Abbot sort diplômé de West Point en 1854, 2e de sa promotion. Dès sa sortie de l'académie, il intègre le Corps du Génie topographique de l'armée. Il est breveté second lieutenant le 1er juillet 1854 et est promu à ce grade le 2 octobre 1854.
Il rédige, avec Andrew Atkinson Humphreys, un rapport intitulé « Rapport sur la physique et l’hydraulique du fleuve Mississippi » dans lequel ils détaillent les facteurs concourant aux débordements du fleuve et un document sur l'état du système de digues.
Après plusieurs années sur la côte ouest à effectuer différentes recherches sur la topographie de cette région à la demande de l'Armée, il est appelé comme ingénieur topographique dans l'armée du général Irvin McDowell.
Il est promu premier lieutenant le 1er juillet 1857.

## Guerre de Sécession
Le 21 juillet 1861, Henry Larcon Abbot participe à la première bataille de Bull Run au cours de laquelle il est blessé. Il est breveté capitaine pour bravoure et service méritant lors de cette bataille le 21 juillet 1861. Il est alors promu capitaine le 18 juin 1862.
En juillet 1861, il est ingénieur en chef dans la division du général Daniel Tyler lors de la campagne de Manassas. Du 23 juillet 1861 au 21 août 1861, il est sous les ordres du général Irvin McDowell, chargé de défendre Washington.
Du 10 mars 862 au 24 mars 1862, il est aide de camp du général John G. Barnard et participe à la campagne de la Péninsule. Il est breveté commandant le 4 mai 1862 pour bravoure et service méritant lors du siège de Yorktown qui s'est déroulé du 5 avril au 4 mai 1862.
Il participe à la bataille de Richmond du 26 juin 1862 au 2 juillet 1862. Du 11 novembre 1862 au 10 février 1863 il est nommé ingénieur en chef sous les ordres du général Nathaniel Prentice Banks.
Le 19 janvier 1863 il est nommé colonel dans les Massachusetts Volunteers avec en charge le commandement du 1er régiment d'artillerie lourde du Connecticut.
Le 3 mars 1863, il est transféré dans le Corps des ingénieurs de l'armée américaine.
Du 28 février 1863 au 10 mai 1864, il commande la défense de Washington avec son régiment et du 23 juin 1864 au 5 janvier 1865, il commande l'artillerie devant Richmond. Il est breveté brigadier général des volontaires le 1er août 1864 pour bravoure et service distingué lors des opérations devant Richmond et spécialement dans les lignes devant Petersburg.
Du 5 janvier 1865 au 22 janvier 1865, il commande l'artillerie lors de la seconde bataille de Fort Fisher.
Le 13 mars 1865, il est breveté lieutenant-colonel pour bravoure et service méritant lors du siège de Petersburg, colonel pour les mêmes motifs lors de la guerre et enfin brigadier général pour les mêmes motifs sur le champ de bataille lors de la guerre. Il est aussi breveté major général des volontaires à la même date dans les Massachusetts Volunteers pour bravoure et service méritant lors de la guerre,.

## Après la guerre
Après la guerre, Henry Larcon Abbot quitte le service actif des volontaires le 25 septembre 1865 et reste dans le Corps des ingénieurs de l'armée. Il sera un des artisans de la création de l'École des Ingénieurs de l'Armée de Fort Totten à New York. Il est promu commandant le 11 novembre 1865 et lieutenant colonel le 31 mars 1880. Il est promu colonel le 12 octobre 1886. Il prend sa retraite le 13 août 1895.

## Source
- (en) Biographie de Henry Larcom Abbot par Charles Greene Abbot (1929).